# Instituto de Matemática e Estatística da Universidade de São Paulo
O Instituto de Matemática e Estatística da Universidade de São Paulo (IME-USP) é um centro de ensino e pesquisa da Universidade de São Paulo (USP) que ministra cursos de matemática, estatística e ciência da computação. Fundado em 1970 com a reforma universitária da USP, o IME originou-se da antiga Faculdade de Filosofia, Ciências e Letras e hoje está localizado no campus da Cidade Universitária.
É considerado, juntamente com outras unidades da USP que ministram esses cursos, um dos dois melhores institutos de matemática, estatística e computação da América Latina segundo o QS World University Rankings 2017; o melhor instituto de matemática do Brasil e o melhor instituto de computação da América Latina segundo o Ranking de Xangai. Como a USP não participa do Exame Nacional de Desempenho de Estudantes (ENADE), o Ranking Universitário da Folha de S.Paulo (RUF) 2017 considera que a universidade zera nesse quesito, o que coloca o IME em segundo lugar no ranking dos cursos de matemática e de computação. No entanto ao desconsiderar esse exame, a USP lideraria o ranking desses cursos com margem maior que a atual líder.

## História
Antes da fundação do IME em 1970, os estudos de Matemática se davam sobretudo na Escola Politécnica, cujas atividades tiveram início ainda em 1893, antes mesmo da fundação da USP.
A Universidade de São Paulo foi criada em 1934, a partir da junção de faculdades já existentes e da criação de outras unidades, como a Faculdade de Filosofia, Ciências e Letras (FFCL). A FFCL ficou responsável por ministrar cursos de todas as áreas do conhecimento, de caráter preponderantemente cultural ou científico, incluindo o curso de Ciências Matemáticas.
Antes localizada na Alameda Glete, em 1949 a FFCL passou a funcionar no campus da rua Maria Antônia. No fim dos anos 60 e início dos anos 70, foi transferida para o campus Butantã e desmembrada em diversos institutos, como o de Psicologia, o de Química, o de Física e o de Matemática e Estatística.
A criação do IME ocorreu em 15 de janeiro de 1970 pela reforma universitária, que reuniu num só instituto os docentes de matemática, estatística e ciência da computação dos vários estabelecimentos da USP, em particular os da antiga Faculdade de Filosofia, Ciências e Letras, da antiga Faculdade de Ciências Econômicas e Administrativas, da Faculdade de Higiene e Saúde Pública e do antigo Instituto de Pesquisas Matemáticas.
Em 12 de março de 1970, elaborou-se uma lista em que o então reitor da USP Miguel Reale indicou o primeiro diretor do Instituto: Cândido Lima da Silva Dias. 
Em homenagem ao matemático, físico, engenheiro, inventor e astrônomo grego, Arquimedes (em grego: Ἀρχιμήδης; Siracusa, 287 a.C. – 212 a.C.), aderiu-se sua imagem como brasão do Instituto de Matemática e Estatística da Universidade de São Paulo (IME-USP).

## Diretores
O diretor de unidade de pesquisa, ensino e extensão é responsável pela administração geral do órgão e é eleito pela Congregação da unidade, mediante candidatura de chapas. Os diretores que passaram pelo IME ao longo de sua história são os seguintes:
| Nome                               | Departamento                          | Data de início da gestão | Data final da gestão |
| ---------------------------------- | ------------------------------------- | ------------------------ | -------------------- |
| Candido Lima da Silva Dias         | Departamento de Matemática            | 1970                     | 1974                 |
| Waldyr Muniz Oliva                 | Departamento de Matemática Aplicada   | 1974                     | 1978                 |
| Chaim Samuel Hönig                 | Departamento de Matemática            | 1978                     | 1982                 |
| Carlos Alberto Barbosa Dantas      | Departamento de Estatística           | 1982                     | 1986                 |
| Chaim Samuel Hönig                 | Departamento de Matemática            | 1986                     | 1990                 |
| Pedro Alberto Morettin             | Departamento de Estatística           | 1990                     | 1994                 |
| Carlos Alberto de Bragança Pereira | Departamento de Estatística           | 1994                     | 1998                 |
| Siang Wun Song                     | Departamento de Ciência da Computação | 1998                     | 2002                 |
| Francisco César Polcino Milies     | Departamento de Matemática            | 2002                     | 2006                 |
| Paulo Domingos Cordaro             | Departamento de Matemática Aplicada   | 2006                     | 2010                 |
| Flavio Ulhoa Coelho                | Departamento de Matemática            | 2010                     | 2014                 |
| Clodoaldo Grotta Ragazzo           | Departamento de Matemática Aplicada   | 2014                     | 2018                 |
| Junior Barrera                     | Departamento de Ciência da Computação | 2018                     | 2022                 |
| Sergio Muniz Oliva Filho           | Departamento de Matemática Aplicada   | 2022                     | 2025 (falecimento)   |
| Ronaldo Fumio Hashimoto            | Departamento de Ciência da Computação | 2025                     | Atual                |

## Eméritos
As unidades de pesquisa, ensino e extensão da Universidade de São Paulo podem conceder o título de Professor Emérito aos seus professores aposentados que tenham se destacado por atividades didáticas e de pesquisa de qualidade  ou contribuído notavelmente para o progresso da Universidade, orientando novos talentos e fomentando a excelência no IME-USP. Essa concessão de título depende da aprovação de dois terços dos membros que compõe a Congregações. Os professores eméritos do IME são os seguintes:
| Nome                           | Departamento                          | Data de Concessão do Título de Emérito |
| ------------------------------ | ------------------------------------- | -------------------------------------- |
| Waldyr Muniz Oliva             | Departamento de Matemática Aplicada   | 1º de julho de 1994                    |
| Imre Simon                     | Departamento de Ciência da Computação | 8 de dezembro de 2009                  |
| Antonio Galves                 | Departamento de Estatística           | 9 de agosto de 2024                    |
| Ivan Chestakov                 | Departamento de Matemática            | 6 de setembro de 2024                  |
| Pedro Alberto Morettin         | Departamento de Estatística           | 18 de setembro de 2024                 |
| Francisco César Polcino Milies | Departamento de Matemática            | 10 de outubro de 2024                  |
| Siang Wun Song                 | Departamento de Ciência da Computação | 1º de novembro de 2024                 |

## Departamentos

### Departamento de Matemática
O departamento de Matemática (MAT) foi formado em 1970, reunindo os departamentos existentes em várias unidades no recém-criado IME. O MAT possui mais de 70 professores doutores. 
- Graduação
  - Bacharelado em Matemática (matemática pura)[29]: O bacharelado forma futuros pesquisadores e professores do ensino superior e busca favorecer o contato do aluno com as áreas da álgebra, análise, fundamentos, geometria e topologia.[30]
  - Licenciatura em Matemática: O curso tem como objetivo a formação de professores de Matemática para os anos finais do ensino fundamental e par ao ensino médio. A grade curricular apresenta matérias de matemática, incluindo estatística e computação, conceitos principais de física e reflexões sobre o papel do professor no processo de aprendizagem. A duração ideal no período diurno é de 4 anos, no noturno, de 5 anos.[31]

- Pós-graduação
  - Mestrado e Doutorado em Matemática[32]

- Áreas de Pesquisa[33]

- - Álgebra
  - Análise
  - Educação Matemática
  - Geometria
  - Lógica e Fundamentos
  - Sistemas Dinâmicos
  - Topologia

### Departamento de Matemática Aplicada
Departamento de Matemática Aplicada (MAP) foi formado em 1971. 
- Graduação
  - Bacharelado em Matemática Aplicada: O bacharelado apresenta as habilitações em Ciências Biológicas, Sistemas e Controle, Controle e Automação e Métodos Matemáticos.[35]
  - Bacharelado em Matemática Aplicada e Computacional: O curso apresenta as habilitações em Ciências Biológicas, Fisiologia e Biofísica, Comunicação Científica, Estatística Econômica, Sistemas e Controle, Métodos Matemáticos, Mecatrônica e Sistemas Mecânicos, Saúde Animal (em fase de extinção), Saúde Pública e Atuária.[36]

- Pós-graduação
  - Mestrado e Doutorado em Matemática Aplicada[37]

- Áreas de Pesquisa[38]

- - Computação Gráfica e Geometria Computacional
  - Equações Diferenciais Parciais
  - Equações de Evolução e Sistemas Dinâmicos
  - Equações Diferenciais Ordinárias
  - Estabilidade de Liapunov
  - Física Matemática
  - Geometria Diferencial e Aplicações
  - Mecânica dos Fluídos Computacional
  - Mecânica Estatística
  - Mecânica Geométrica
  - Modelagem em Biomedicina
  - Modelagem em Evolução
  - Modelagem em Finanças
  - Sistemas complexos (Modelagem em Sistemas Sociais)
  - Perturbações Singulares
  - Programação Matemática e Otimização
  - Sistemas Dinâmicos em Baixa Dimensão
  - Teoria Combinatória
  - Teoria de Campos e Grupos de Lie
  - Teoria do Controle
  - Teoria Ergódica
  - Teoria geométrica das EDP e análise complexa

### Departamento de Estatística
O departamento foi criado junto com o IME, em 1970. 
- Graduação
  - Bacharelado em Estatística: o curso busca desenvolver no aluno a cultura científica, a capacidade de comunicação, o conhecimento das formas de coleta de dados e de medição das variáveis e as capacidades críticas para produzir sínteses, utilizar modelagem e sugerir mudanças.[40]

- Pós-graduação
  - Mestrado e Doutorado em Estatística[41]

- Áreas de Pesquisa[42]

- - Análise de Sobrevivência
  - Aperfeiçoamento de Métodos Assintóticos
  - Atuária, Econometria e Finanças
  - Bioinformática
  - Fundamentos em Probabilidade e Estatística
  - Inferência Bayesiana
  - Inferência em Processos Estocásticos
  - Modelagem de Sistemas Interagentes Complexos
  - Modelos de Regressão e Aplicações
  - Modelos Lineares Generalizados
  - Séries Temporais
  - Teoria da Confiabilidade

### Departamento de Ciência da Computação
O departamento foi criado formalmente em 1987, mas havia atividade em Ciência da Computação no instituto antes disso. 
- Graduação
  - Bacharelado em Ciência da Computação: O curso estuda o desenvolvimento de sistemas para as múltiplas plataformas e de soluções para problemas sociais.[44]

- Pós-graduação
  - Mestrado e Doutorado em Ciência da Computação[45]

- Áreas de Pesquisa[46]

- - Sistemas de Software
    - Banco de Dados
    - Computação em Nuvem
    - Computação Paralela
    - Computação Móvel
    - Engenharia de Software
    - Métodos Ágeis
    - Redes de Computadores
    - Sistemas Colaborativos
    - Sistemas Distribuídos
    - Software Livre

  - Teoria da Computação
    - Combinatória
    - Criptografia
    - Teoria dos Autômatos
    - Teoria dos Grafos

  - Otimização
    - Otimização Combinatória
    - Otimização Contínua

  - Inteligência artificial e lógica
    - Inteligência Artificial
    - Lógica Computacional
    - Planejamento automatizado
    - Ontologias e Web Semântica

  - Visão e Processamento de Imagens
    - Computação Gráfica
    - Processamento de Imagens
    - Visão Computacional

  - Técnicas e Tecnologias da Computação
    - Recuperação de informação
    - Reconhecimento de Padrões
    - Computação musical

  - Computação aplicada
    - Bioinformática
    - Informática Médica
    - Informática na Educação
    - Jogos e entretenimento digital

## Unidades internas
- Centro de Pesquisa, Inovação e Difusão em Neuromatemática (CEPID NeuroMat) - centro de matemática cuja missão é desenvolver a nova matemática necessária para construir uma Teoria do Cérebro, tendo em vista os dados experimentais produzidos pela neurociência.[47]
- Centro de Aperfeiçoamento do Ensino de Matemática (CAEM) - presta serviços de assessoria a professores de Matemática.[48]
- Associação Brasileira de Estatística (ABE) - publica revistas acadêmicas, coordena seminários, congressos e palestras sobre a estatística.[49]
- Centro de Estatística Aplicada (CEA) - presta serviço de consultoria em Estatística Aplicada para os demais órgãos da Universidade de São Paulo, instituições públicas e privadas ou pessoas físicas.[50]
- Centro de Ensino de Computação (CEC) - disponibiliza um ambiente computacional para uso da comunidade do instituto. Oferece também cursos de informática em diversos níveis para os usuários da USP quanto o público externo.[51]
- Rede Linux - disponibiliza um ambiente GNU/Linux, para uso dos alunos de graduação. É administrada pelos próprios alunos e coordenada por um Professor.[52]
- Modelagem Estocástica e Complexidade (NUMEC) - Núcleo de Apoio à Pesquisa em Modelagem Estocástica e Complexidade.[53]
- Matemateca - Acervo de objetos relacionados à matemática e ao ensino da matemática.
- Biblioteca Carlos Benjamin de Lyra - biblioteca especializada em matemática e áreas afins, com aproximadamente 230.300 itens.[54]

## Organizações Estudantis
- CAMat - Centro Acadêmico da Matemática[55]
- AAAMAT - Associação Atlética Acadêmica da Matemática[56]
- IMEJr - Empresa Júnior de Informática, Matemática e Estatística da USP[57]
- Ǝxistimos! - Grupo de mulheres do IME que discute o papel da mulher dentro do instituto e nas ciências exatas.[58]
- DiversIME - Coletivo LGBT[59]

## Grupos de extensão[60]
- IMESec - Grupo de extensão focado em segurança da informação.
- Hardware Livre  - Grupo para discussão de projetos de hardware.
- FLUSP - Grupo de extensão de desenvolvimento para o Kernel Linux, GCC e outros grandes projetos de software livre.
- MaratonUSP - Grupo de estudos focado em competições de programação.
- Tecs - Grupo de extensão focado no impacto social da computação e da tecnologia.
- USPCodeLab - Grupo de extensão com objetivo criar de um espaço colaborativo para o desenvolvimento de tecnologia na USP.
- USPGameDev - Grupo de desenvolvimento de jogos.

## São Paulo Journal of Mathematical Sciences
São Paulo Journal of Mathematical Sciences (SPJM) (até 2007, Resenhas do Instituto de Matemática e Estatística da Universidade de São Paulo) é a revista internacional de 1993 do Instituto de Matemática e Estatística da Universidade de São Paulo que visa a publicação de artigos de alta qualidade na esfera da Matemática, Estatística e Ciência da Computação.
A revista é publicada duas vezes ao ano. Atualmente, SPJM publicou cerca de 600 artigos em 18 volumes.

### História
A revista foi lançada em 1993 sob o nome de Resenhas do Instituto de Matemática e Estatística da Universidade de São Paulo. Originalmente, publicava apenas artigos de professores sênior convidados da matemática.
Em 2007, a revista adquiriu o nome e a forma atual, oferecendo contribuições à diversas áreas matemáticas utilizando o inglês como idioma. No ano de 2015, a revista passou a ser editada pela Editora Springer.

Os artigos submetidos são analisados por um comitê específico, e a veracidade é verificada para, então, o artigo ser aprovado. O editor-chefe, atualmente, é Claudio Gorodski, do Departamento de Matemática do IME-USP.